# برونا تينوريو
برونا تينوريو (ولدت في 27 يونيو 1989) عارضة أزياء برازيلية. مثلت شركة Women Model Management في نيويورك وباريس وميلانو ، وشركة Storm Models في لندن ، وشركة Ford Models في ساو باولو. منذ ظهورها لأول مرة في عام 2006، كانت تينوريو وجه الحملات الإعلانية بما في ذلك آنا سوي، وجاب، وكينزو، ودي آند جي، وشانيل هوت كوتور، وفيرا وانج، وفالنتينو هوت كوتور، ومي آند سيتي. كما ظهرت على أغلفة مجلات الموضة الكبرى بما في ذلك الإصدارات الدولية من لوفيسيال وفوغ وإيل. كما شاركت في أهم العروض في مواسم الموضة في باريس ونيويورك وميلانو مثل ألكسندر هيرشكوفيتش، وشانيل، ودولتشي آند غابانا، ولويس فيتون، ومارك جاكوبس، وفيرساتشي، وكارولينا هيريرا، وكريستيان ديور، ومايكل كورس، والعديد من العلامات التجارية الأخرى.

## الحياة الشخصية
ولدت تينوريو في ماسيو، البرازيل وهي من أصل برازيليون الأصلييون.
تزوجت من فيليبي فاريا في مايو 2017. لديهم ابن ولد في ديسمبر 2020.

## روابط خارجية
- برونا تينوريو على موقع دليل عارضات الأزياء (الإنجليزية)
- Bruna's official blog
- قالب:Style.com model
- قالب:NYmag model
- Bruna Tenório at Stylished.de